# Dealabs
Dealabs est un service proposé par la société Pepper France filiale de la société allemande Pepper Media. Le site propose des réductions, promotions et des bons plans commerciaux, valables en ligne et en magasin.

## Historique
Dealabs a été créé en 2011 par Hugues et Médéric de Buyer-Mimeure, deux cousins qui se sont inspirés d’un site britannique du même genre.
En 2013, Dealabs rejoint le groupe Pepper, qui regroupe plusieurs plateformes internationales de bons plans.
En 2018, Dealabs compte 500 000 membres, 3 millions de visiteurs uniques par mois et 37 salariés.

## Fonctionnement
Les offres sont proposées par les internautes. Chaque membre du site peut voter pour une offre partagée par un autre internaute, renforçant ainsi sa visibilité sur le site,.

## Modèle économique
Dealabs se rémunère par un système d'affiliation avec certains sites marchands et reçoit une commission de 2 à 5% sur le montant des ventes générées sur ces sites partenaires,.